# Luise Seitz-Zauleck
Luise Seitz-Zauleck (Siegen, 14 augustus 1910 – Hamburg, 11 oktober 1988) was een Duits architecte die een belangrijke bijdrage leverde aan de wederopbouw van Berlijn na de Tweede Wereldoorlog als lid van het Kollektivplan.

## Leven en werk
Luise Seitz-Zauleck stond tijdens haar leven bekend onder drie namen: Luise Seitz-Zauleck, Luise Seitz en Luise Zauleck. Na haar huwelijk met beeldhouwer Gustav Seitz in 1937 droeg ze de naam Luise Seitz. In vakliteratuur wordt ze echter meestal aangeduid met haar achternaam Seitz-Zauleck. Vanaf 1931 studeerde Zauleck architectuur aan de Technische Hochschule Berlin, de huidige Technische Universiteit Berlijn. Een van haar professoren was de invloedrijke planner Heinrich Tessenow. Ze studeerde in 1936 af.
Vanaf 1938 was Zauleck lid van de afdeling Architectuur van de Reichskulturkammer, al werkte ze aanvankelijk als freelance architect. In 1942 accepteerde ze een opdracht om landbouwgebouwen te ontwerpen voor Otto Rauter. Deze opdracht was afkomstig van de Rijkscommissaris voor het behoud van de Duitse nationaliteit in het Oosten. Tijdens de Tweede Wereldoorlog was Zauleck bevriend met andere architecten, die ook geen nationaalsocialistische ideologie nastreefden, maar - net als Seitz-Zauleck - opportunistisch opdrachten van het naziregime accepteerden, onder wie Egon Eiermann en Hans Scharoun.
Het belangrijkste werk van Zauleck was dat als onderdeel van het Kollektivplan, dat tussen 1945 en 1946 werd opgesteld. Dit plan was bedoeld om Berlijn opnieuw op te bouwen na alle verwoestingen van de Tweede Wereldoorlog. Zauleck maakte deel uit van de kerngroep van het collectief en in 1946 zette ze een tentoonstelling op over het onderwerp wederopbouw in het Berliner Stadtschloss. Zauleck was binnen de groep verantwoordelijk voor huisvesting. Het plan had geen bindende grondslag, maar het had wel invloed op de stedelijke ontwikkeling van Berlijn in de decennia erna. Naast Zauleck maakte ook Ludmilla Herzenstein deel uit van het Kollektivplan. Het was in die tijd een unicum dat er twee vrouwen op zo'n positie zaten.
Aan het begin van de naoorlogse periode werkte Zauleck nog als planner in Berlijn. In 1958 verhuisde ze met haar man naar Hamburg. Er zijn geen plannen of ontwerpen bekend uit de tijd na hun verhuizing. Wel was ze voorzitter van de Heinrich-Tessenow-Gesellschaft (genoemd naar haar vroegere leraar). Zauleck overleed in 1988 in Hamburg.